# Кане (Бреша)
Кане је насеље у Италији у округу Бреша, региону Ломбардија.
Према процени из 2011. у насељу је живело 214 становника. Насеље се налази на надморској висини од 1494 м.